# Kamenná (powiat Třebíč)
Kamenná – gmina w Czechach, w powiecie Třebíč, w kraju Wysoczyna. 1 stycznia 2014 liczyła 212 mieszkańców.